# Ḫumbaba

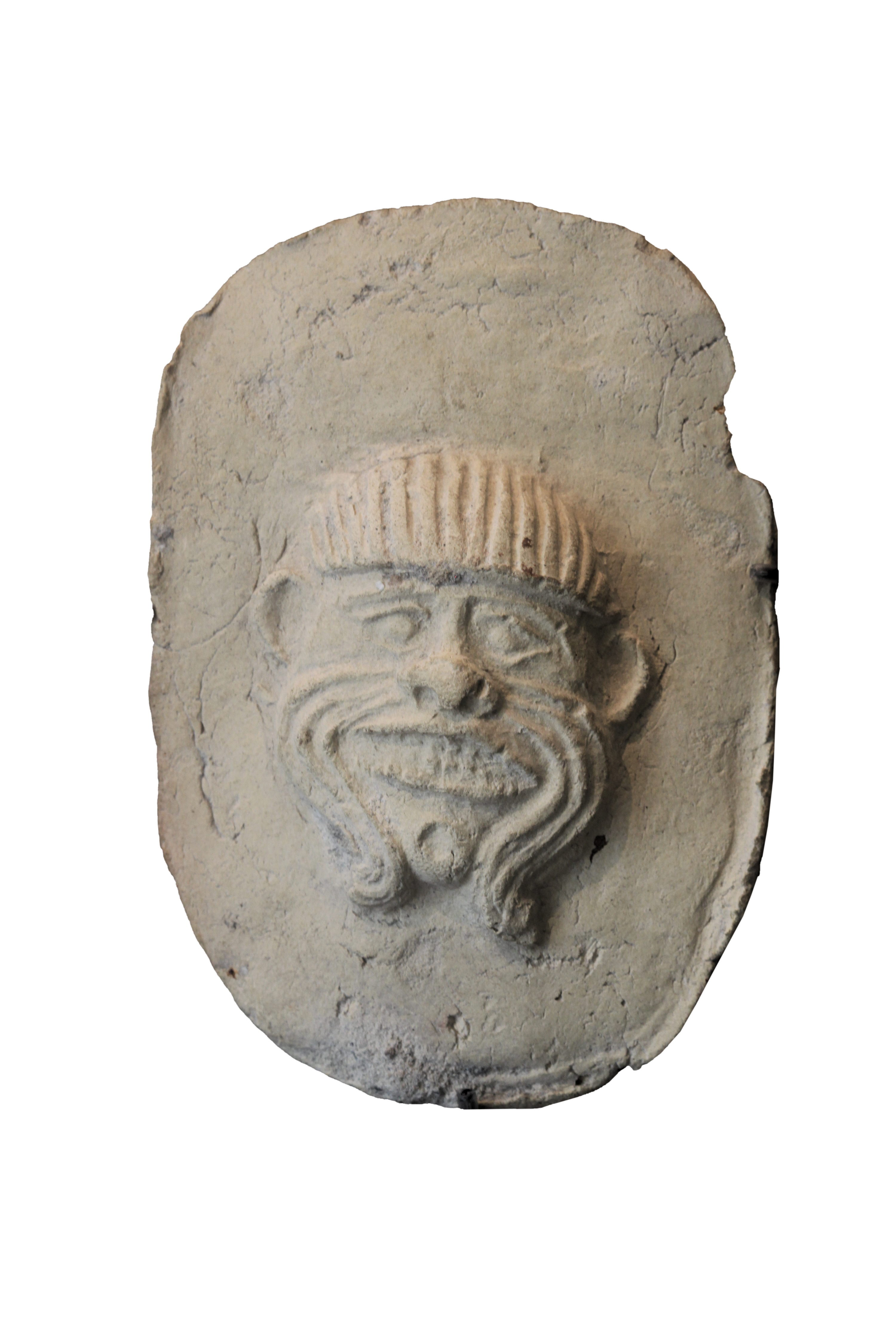
Humbaba im Louvre Saal 3

Ḫumbaba (sprich Chumbaba), früh auch Huwawa, ist in der sumerischen Mythologie der Wächter des Zedernwaldes am Libanon. Er kommt in mehreren sumerischen Mythen vor, beispielsweise  im Gilgamesch-Epos.
Gilgamesch und Enkidu planen, gemeinsam eine Heldentat zu vollbringen und Ḫumbaba zu töten, um im Wald der Inanna Zedern zu fällen.
Nach langem Kampf, unterstützt von Šamaš, töten sie Ḫumbaba und fällen die Zedern.
Über den Kampf liegen mehrere sich unterscheidende Versionen vor.
Aus 20 erst im Jahre 2011 wiederentdeckten Zeilen der Tafel V des Gilgamesch-Epos geht hervor, dass Ḫumbaba nicht als ein wildes Ungeheuer beschrieben wird, sondern wie ein fremder Herrscher, dessen Musik durch die Geräusche der Affen und anderer Tiere des Waldes dem eines Hofstaates gleicht. Enkidu bereut seine Untat und sagt: „Wir machten den Wald zur Einöde.“ Am Ende wird darauf verwiesen, dass die letzten Zeugen, Ḫumbabas sieben Söhne, getötet werden. Diese Erwähnung der sieben Söhne war bis jetzt nur auf einem einzigen Fragment erhalten und nicht klar in den Zusammenhang einzufügen.

## Gilgamesch und Ḫumbaba
Für die sumerische Erzählung Gilgamesch und Ḫumbaba, die die Grundlage für die Ḫumbaba-Episode im Gilgamesch-Epos war, gibt es zwei unterschiedliche Fassungen, Ḫumbaba A und Ḫumbaba B genannt. Für Ḫumbaba A (sumerische Bezeichnung en-e kur-lú-ti-la-šè "Der Herr, zum Berge dessen der Lebt[ging]") liegt mit Stand 1992 die ungewöhnlich hohe Zahl von 80 Textzeugen vor, während die Erzählung Ḫumbaba B (sumerische Bezeichnung: i-a lum-lum "Heho, Heldenhafter") bis heute nicht vollständig erhalten ist. In der Handlung unterscheiden sich Ḫumbaba A und B nicht gravierend, jedoch sind sie textlich stark abweichend. Aufgrund der großen Verbreitung der Version A geht man davon aus, dass diese die beliebtere Fassung war.

### Ḫumbaba A
Gilgamesch sucht nach Ruhm. Daher will er zu dem „Berg dessen, der lebt“ gehen. Sein Sklave Enkidu weist ihn darauf hin, dass sie den Segen von Utu, dem Sonnengott brauchen, wenn sie in die Berglande gehen wollen.
Gilgamesch opfert eine weiße und eine braune Ziege und teilt Utu dabei mit, dass er in das Bergland gehen will, um Zedern zu fällen und für sich Ruhm zu erlangen.
Utu ist mit Gilgameschs Vorhaben einverstanden und gibt ihm sieben Krieger zur Unterstützung. Gilgamesch seinerseits fordert die jungen Männer seiner Stadt auf, ihm zu folgen. Fünfzig Junggesellen sollen ihn begleiten. So ziehen sie in das Gebirge. Doch erst hinter den sieben Bergen finden sie den Zedernwald.
Als Gilgamesch dort beginnt die Zedern zu fällen, erwacht der Wächter des Waldes Ḫumbaba vom Lärm und schickt seinen Schreckensstrahl los. Davon getroffen sinken Gilgamesch und Enkidu in tiefen Schlaf.
Als Enkidu aufwacht, bemerkt er, dass Gilgamesch immer noch ohnmächtig ist. Er brüllt ihm ins Ohr, er reibt ihm die Brust mit Öl ein. Gilgamesch erwacht dadurch. Doch nachdem Gilgamesch erwacht ist, will er wissen, was ihn angegriffen hat. Enkidu rät ihm davon ab, da er Ḫumbaba schon von früher kennt, und will lieber fliehen. Enkidu warnt vor den Fähigkeiten des Ḫumbaba: Wer sich ihm nähert, wird vor Angst starr, und sein Blick ist der Blick des Todes.
Gilgamesch ersinnt eine List, um Ḫumbaba zu überwältigen: Als er Ḫumbaba findet und dieser ihn anbrüllt, kniet Gilgamesch sich vor Ḫumbaba nieder und verspricht ihm Geschenke und seine Freundschaft. Für den ersten Strahl bietet er seine ältere Schwester als Frau an, für den zweiten Strahl seine jüngere Schwester als Nebenfrau, für den dritten Strahl bietet er Mehl und Wasser an, für den vierten Strahl bietet er kleine Schuhe an, für den fünften Strahl bietet er große Schuhe an, für den sechsten Strahl bietet er Edelsteine an. Was er für den siebten Strahl anbietet, ist nicht erhalten.
Bei jedem Schreckensstrahl, den Ḫumbaba ablegt, kommt ihm Gilgamesch näher und die Männer aus Uruk können mehr Zedern fällen. Nachdem er den siebten und letzten Schreckensstrahl abgelegt hat, kann sich Gilgamesch nähern und tut so, als wolle er ihn küssen. Jedoch schlägt er ihn dabei nieder und fesselt ihn.
Ḫumbaba jedoch reagiert unerwartet. Die Versprechungen von Gilgamesch haben Hoffnungen in ihm geweckt, nicht mehr einsam und allein im Wald leben zu müssen. Jetzt, da er erkennt, dass dies alles nicht geschehen wird, wirft er sich vor Gilgamesch hin und beginnt zu weinen. Er weint so bitterlich, dass Gilgamesch sich erbarmen und Ḫumbaba am Leben lassen möchte. Doch Enkidu warnt ihn, dass er den Weg nun zu Ende gehen müsse, denn wenn sie Ḫumbaba nun verschonen, würden sie nicht mehr nach Uruk zurückkehren. Als Ḫumbaba merkt, dass Enkidu gegen ihn spricht, beleidigt er Enkidu und bezeichnet ihn als Mietknecht, der für Essen arbeitet. Das erzürnt Enkidu dermaßen, dass er Ḫumbaba den Kopf abschlägt. Nach der Tat bringen sie die Zedern nach Uruk und bauen ein Tor für den Tempel des Enlil daraus. Zu Enlil bringen sie auch den abgeschlagenen Kopf des Ḫumbaba. Doch der Gott Enlil ist nicht erfreut über die Tat, da Ḫumbaba unter seinem Schutz stand. Enlil nimmt den Kopf des Ḫumbaba und sieht die sieben Schreckensstrahlen, die noch an ihm haften. Diese Strahlen verteilte er an das Feld, den Fluss, das Schilfmeer, den Löwen, den Palast, den Wald und die Göttin Nungal.